# Сударушкин, Борис Михайлович
Борис Михайлович Сударушкин (12 ноября 1945, Ярославль — 6 февраля 2021) — русский писатель, автор повестей «Контрагенты», «Юность чекиста», «По заданию Губчека», «Последний рейс „Фултона“», «Секрет опричника», «Исчезнувшее свидетельство» и ряда других популярных художественно-исторических книг; бывший заведующий редакцией художественной литературы государственного Верхне-Волжского книжного издательства и экс-заведующий музея-усадьбы Н. А. Некрасова «Карабиха».

## Биография
Борис Михайлович Сударушкин родился 12 ноября 1945 года в Ярославле, однако детство провёл в посёлке Петровское Ростовского района Ярославской области. Учился в местной школе, а затем в школе соседнего посёлка Семибратово.
По окончании семи классов Борис Сударушкин поступил в Ярославский химико-механический техникум, после чего по распределению попал на завод, изготовлявший глубоководную аппаратуру, и принимал участие в её морских испытаниях.
Позднее он вновь оказался в Семибратово, где устроился на работу в местный филиал Научно-исследовательского института по промышленной и санитарной очистке газов. Параллельно стал принимать участие в работе литературной группы при редакции ростовской районной газеты «Путь к коммунизму».
В 1974 году Сударушкин поступил в Литературный институт им. А. М. Горького, а в 1977, без отрыва от учёбы, подготовил и издал повесть «Контрагенты», которая опиралась на воспоминания Бориса Михайловича о временах, когда он испытывал морское глубоководное оборудование.
В том же 1977 году у Бориса Михайловича и его супруги Натальи Евгеньевны появился сын Михаил.
В 1980 году Сударушкин окончил вуз: его дипломной работой стала повесть «Юность чекиста», посвященная истории ярославского белогвардейского мятежа 1918 года.
После получения диплома вернулся в Ярославль, где работал редактором, старшим редактором, заведующим редакцией художественной литературы государственного Верхне-Волжского книжного издательства.
В начале восьмидесятых Сударушкин переводом ушёл на должность заведующего музея-усадьбы Н. А. Некрасова «Карабиха», являвшегося структурным подразделением областного историко-архитектурного музея-заповедника. Как руководителю Борису Михайловичу довелось торжественно встречать здесь лётчика-космонавта Валентину Терешкову, которая приехала вместе с дочерью в сопровождении первого секретаря Ярославского обкома КПСС Фёдора Лощенкова.
Сударушкин с самого начала работы искренне переживал за состояние некрасовской усадьбы, давно нуждавшейся в капитальном ремонте — особенно с учётом того, что на её территории проходили ежегодные Всесоюзные Некрасовские праздники поэзии. Кончилось тем, что он вместе с Анатолием Фёдоровичем Тарасовым — создателем музея «Карабиха» и его первым директором — написал на имя первого секретаря обкома КПСС Фёдора Лощенкова письмо о плачевном состоянии музея. После чего уволился с должности по собственному желанию.
Он перебрался с семьёй в Семибратово, но часто бывал в Ярославле, где как член Союза писателей СССР руководил бюро пропаганды художественной литературы при областной писательской организации.
В 1982 году Борис Сударушкин издал повесть «По заданию губчека», и далее, в 1988-м, увидели свет сразу две его книги: «Последний рейс „Фултона“» был отпечатан в Ярославле, а «Уединённый памятник» — в Москве. Следующим произведением писателя стала книга «Фанни Каплан: „Я стреляла в Ленина“».
В 1991 году Борис Михайлович выступил одним из создателей в Ростове Ярославской области литературно-исторического журнала «Русь», заместителем главного редактора этого журнала по творческой работе, а затем и его главным редактором. Здесь увидели свет очерки-расследования Сударушкина «Так кто же стрелял в Ленина» и «Темное дело большевика Малиновского», посвящённые историко-революционной теме.
Но особое место в творчестве писателя заняла тетралогия «Тайны Золотого кольца», адресованная читателям, интересующимся романтикой поисков, неразгаданными страницами прошлого, исчезнувшими сокровищами.
Первая книга тетралогии «Секрет опричника» вышла в Ярославле в 1992 году. Наряду с происшествиями вокруг поиска сокровищ, спрятанных в тайнике во времена опричнины, в повести рассказывалось о подлинных исторических событиях: о деле Соломонии Сабуровой, о причинах Новгородского погрома, а также о поисках Янтарной комнаты, похищенной немцами уже в годы Великой Отечественной войны.

Через год появилась повесть «Преступление в Слободе» о расследовании обстоятельств гибели царевича Ивана. Газета «Литературная Россия» так писала об авторе и его повести: 
Писатель обогащает детектив историческим содержанием, открывая новые выразительные возможности исторической прозы, которой, оказывается, не чужды остросюжетность, увлекательность, романтическая приукрашенность коллизий и характеров. Впрочем, это еще детектив в детективе, поскольку с автором, ведущим скрупулезное расследование тайн прошлого, приключаются не менее головокружительные истории, нежели с его персонажами. Б. Сударушкин – отнюдь не кабинетный писатель, отгородившийся от внешнего мира глухой стеной и разгадывающий немые исторические кроссворды: он органически вовлечен в действо как его свидетель и соучастник и демонстрирует высокий профессионализм исследователя в сочетании с мастерством художника.

Эта оценка справедлива и в отношении следующей книги Бориса Сударушкина «Исчезнувшее свидетельство» об истории находки и гибели древнего списка «Слова о полку Игореве», в послесловии к которой ярославский писатель Виктор Московкин заметил: 
Нынче появляется немало детективов, главными героями которых становятся дельцы теневой экономики, рекетиры, отечественные мафиози. Бесспорно, такая литература верно отражает состояние нашего общества, но не менее интересен и тот детектив, который предлагает читателям Б. Сударушкин, его герои далеки от преступного мира. Исторический детектив – это не только интересно, но и познавательно, он знакомит с историей государства, а поиски и разгадки исторических тайн не менее увлекательны, чем расследование ограбления или убийства. И надо сказать, автор удачно справляется с поставленной перед собой задачей <…> Помимо фактических, порой неожиданных сведений о «Слове», повесть интересна увлекательным историческим сюжетом, исторические реалии умело переплетены с авторским вымыслом, а действие переносит читателя из современного Ярославля в древний Ростов Великий, из горящей Москвы 1812 года в ныне затопленную Рыбинским водохранилищем усадьбу графа А. И. Мусина-Пушкина в Иловне, из уютной городской квартиры в монастырскую книгохранительницу.

Логическим продолжением этой повести стала увидевшая свет книга «Находится в розыске», посвященная поискам легендарной библиотеки Ивана Грозного. Московский журналист В.Виноградов отмечал в рецензии на книгу: 
Борис Сударушкин – один из немногих современных авторов, который умеет просто и увлекательно писать о сложнейших загадках истории, чье творчество одинаково интересно и взрослым, и юным читателям, профессиональным историкам и рядовым любителям истории, поклонникам серьезной исторической прозы и увлекательного исторического детектива.
В начале нового тысячелетия у Сударушкина появляется интерес к экологической тематике, защите окружающей среды, борьбе с техногенными источниками загрязнения. Как следствие, выходят его книги «Полвека на службе экологии» и «За чистое небо».
30 сентября 2001 года трагически погиб сын писателя — выпускник исторического факультета ЯГПУ, учитель истории Семибратовской средней школы, автор нескольких книг, 24-летний Михаил Сударушкин. Он страдал от сахарного диабета, а незадолго до смерти сломал ногу, в результате чего началось заражение, повлекшее за собой летальный исход. Это надолго выбило Бориса Михайловича из колеи. Как раз после трагической смерти сына отец прекратил и выпуск журнала «Русь». В 2003 году его новым произведением стала книга воспоминаний о Михаиле «Талантливый был парень».
В 2003 году Борис Сударушкин стал первым редактором газеты «На страже экологии», в следующем году создал поселковую газету «Дорогое моё Семибратово», позднее переименованную в «Дорогие мои земляки».
В 2005 году появилась книга Сударушкина «Потаенное и сокровенное», составленная из опубликованных и ранее неопубликованных материалов, созданных за 30 лет литературной работы. Через год — уже в общем комплекте — увидела свет и тетралогия «Тайны Золотого кольца». Кроме того, в 2006-м Борис Михайлович выпустил работу «Семибратово» об истории и сегодняшнем дне посёлка.

В 2007 году в Ярославле вышла книга «Ярославцы и Ярославский край в русской истории» с подзаголовком «По страницам журнала „Русь“». Авторы книги — отец и сын Сударушкины. Часть материалов представляет собой своеобразные рецензии на «ярославские» публикации журнала «Русь», другие очерки были опубликованы в книжном приложении к журналу. В аннотации к книге говорилось: 
Вместе с авторами читатели совершат путешествия во времени в Берендеево царство и Ростовское княжество, в заповедную Кураковщину и некрасовскую Карабиху, в пошехонский край и в русскую Атлантиду на дне Рыбинского водохранилища. Краеведческие очерки отца и сына Сударушкиных доступно и занимательно рассказывают о прошлом Ярославля и о переломных событиях русской истории, о замечательных земляках-ярославцах и о связи с Ярославским краем великих русских имен: Александра Невского, Дмитрия Пожарского, Петра Первого, А. Пушкина, Н. Некрасова, А. Островского, М. Салтыкова-Щедрина, А. Сухово-Кобылина, М. Пришвина, Н. Морозова и др. У авторов книги свой, порой спорный взгляд не только на прошлое Ярославского края, но и на многие события всей русской истории.
В январе 2008 года Сударушкин выступил с предложением создать на базе посёлка Семибратово, в котором расположены сразу три экотехнических предприятия, наукоград, специализирующийся на вопросах охраны окружающей среды.
В 2008 году вышла книга Бориса Сударушкина «Три портрета с автографом», в которую вошли биографические очерки о его сыне — краеведе, поэте и историке Михаиле Сударушкине (1977—2001), литературоведе Олеге Попове, спасшем в годы войны домик Лермонтова в Пятигорске, и Константине Брендючкове, который выжил в фашистском концлагере «Бухенвальд» и известен старшему поколению своим романом «Дважды рождённые».
В 2011 году Борис Сударушкин подготовил к печати книгу «Сказание о Ростове Великом, затерянном граде Китеже и замечательных ростовцах», написанную совместно с сыном Михаилом. В том же году небольшим тиражом была опубликована и книга «Ростов Великий, неизвестный Ярославль и Господин Великий Новгород». С содержанием этих книг можно ознакомиться на сайтах Бориса и Михаила Сударушкиных.
В 2020 году в ярославской прессе вышел ряд статей, приуроченных к 75-летию писателя и подводящих итог его творческой деятельности. К этому времени сам он уже сильно болел.
6 февраля 2021 года Борис Михайлович Сударушкин скончался.

## Произведения

### Книги Бориса Сударушкина
- Сударушкин Б. М. Контрагенты. — Ярославль: Верхне-Волжское книжное издательство. — 1977. — 224 стр.
- Сударушкин Б. М. Юность чекиста: Повесть (Для сред. и ст. школ. возраста] / Худож. С. А. Куприянов. — Ярославль: Верхне-Волжское книжное издательство. — 1979. — 192 стр.: ил.
- Сударушкин Б. М. По заданию губчека: Повесть. [Для сред. и ст. шк. возраста] / Худож. О. А. Бороздин. — Ярославль: Верхне-Волжское книжное издательство. — 1982. — 224 стр.: ил.
- Сударушкин Б. М. Последний рейс «Фултона». — Ярославль: Верхне-Волжское книжное издательство. — 1988. — 256 стр.
- Сударушкин Б. М. Уединенный памятник: Повесть-расследование об истории находки и гибели списка «Слова о полку Игореве». — Москва: Молодая гвардия. — 1988. — 126 стр.
- Сударушкин Б. М. Фанни Каплан: «Я стреляла в Ленина». — Рыбинск: Рыбинское подворье. — 1990. — 64 стр.
- Сударушкин Б. М. Секрет опричника: Приключен. повесть : [Для ст. шк. возраста] / Худож. В. А. Лаповок. — Ярославль: Верхне-Волжское книжное издательство. — 1992. — 254 стр.
- Сударушкин Б. М. Преступление в Слободе. — Ростов Великий: Русь. — 1993. — 208 стр.
- Сударушкин Б. М. Исчезнувшее свидетельство: Повесть. / Худож. В. А. Абрамов. — Ростов Великий: Русь. — 1995. — 192 стр.
- Сударушкин Б. М. Находится в розыске. / Худож. В. А. Абрамов. — Ростов Великий: Русь. — 1997. — 208 стр. (2 000 экз.)
- Сударушкин Б. М. Секрет опричника: Приключен. повесть : [Для ст. шк. возраста] / Худож. В. А. Абрамов. — Ростов Великий: Русь. — 1998. — 192 стр.
- Сударушкин Б. М. Полвека на службе экологии. — Ярославль: Нюанс. — 2000. — 136 стр.
- Сударушкин Б. М. За чистое небо. — Ярославль: Нюанс. — 2002. — 144 стр.
- Сударушкин Б. М. Талантливый был парень. — Ростов Великий: Русь. — 2003. — 72 стр.
- Сударушкин Б. М. Потаенное и сокровенное. — Тверь: Русь. — 2005. — 256 стр.
- Сударушкин Б. М. Тайны Золотого кольца. — Ярославль: Нюанс. — 2006. — 464 стр.
- Сударушкин Б. М. Семибратово. — Ярославль: Нюанс. — 2006. — 192 стр.
- Сударушкин Б. М. Ярославцы и Ярославский край в русской истории. — Ярославль: Нюанс. — 2007. — 160 стр.
- Сударушкин Б. М. Он защищал Лермонтова. — Ярославль: Нюанс. — 2008. — 80 стр.
- Сударушкин Б. М. Писатель — узник Бухенвальда. — Семибратово: Кондор-Эко. — 2008. — 80 стр.
- Сударушкин Б. М. Три портрета с автографом. — Ярославль: Нюанс. — 2008. — 240 стр.

### Публикации Бориса Сударушкина
- Сударушкин Б. Семь фрагментов из биографии // Путь к коммунизму: орган Ростовского райкома КПСС Ярославской области. — 1988. — 28 мая — 7 июня.
- Сударушкин Б. С крестом и книгой. // Русь: литературно-исторический журнал. — 1994. — № 2(11).
- Сударушкин Б. Трудный путь к Храму. // Русь: литературно-исторический журнал. — 1994. — № 4(13).
- Сударушкин Б. «Всем ты преисполнена, земля Русская…» // Русь: литературно-исторический журнал. — 1994. — № 5(14).
- Сударушкин Б. «В какой земле — угадывай…» // Русь: литературно-исторический журнал. — 1996. — № 6(26).
- Сударушкин Б. Город сокровищ. // Русь: литературно-исторический журнал. — 1997. — № 3(29).
- Сударушкин Б. «И об истории можно писать занимательно». // Русь: литературно-исторический журнал. — 1998. — № 1(33).
- Сударушкин Б. «Выхожу один я на дорогу…» // Русь: литературно-исторический журнал. — 2001. — № 3-4(44/45).
- Сударушкин Б. О рабочем достоинстве и чести завода // На страже экологии: газета пос. Семибратово Ростовского района Ярославской области. — 2004. — № 3.
- Сударушкин Б. Интеллигент с большой буквы // Дорогое мое Семибратово: газета поселка Семибратово Ярославской области. — 2004. — № 2. — сентябрь.
- Сударушкин Б. Первый директор СФ НИИГАЗ // Дорогое мое Семибратово: газета поселка Семибратово Ярославской области. — 2004. — № 3. — октябрь.
- Сударушкин Б. Наша главная, наша общая цель… // Дорогое мое Семибратово: газета поселка Семибратово Ярославской области. — 2004. — № 4. — ноябрь.
- Сударушкин Б. Пришло время собирать камни для себя, для истории… // Дорогое мое Семибратово: газета поселка Семибратово Ярославской области. — 2005. — № 8. — март.
- Сударушкин Б. На День Победы — шапку по кругу. // Дорогое мое Семибратово: газета поселка Семибратово Ярославской области. — 2005. — № 10. — май.
- Сударушкин Б. К 1150-летию государственности России. // www.facebook.com
- Сударушкин Б. «ЯРОСЛАВСКАЯ ОРАНТА», РОСТОВСКАЯ ФИНИФТЬ И КРЕЩЕНИЕ РУСИ
- Сударушкин Б. ЕЩЕ РАЗ О ПРИЗВАНИИ РЮРИКА, ИЛИ «ЗИЯЮЩИЕ ВЫСОТЫ» ИСТОРИИ РУСИ.

### Телерепортаж о Борисе Сударушкине
- Борис Сударушкин: «Семибратово может стать наукоградом» // Ярославия: государственная телерадиокомпания. — 2008. — 30 января.